# Guillem Balagué

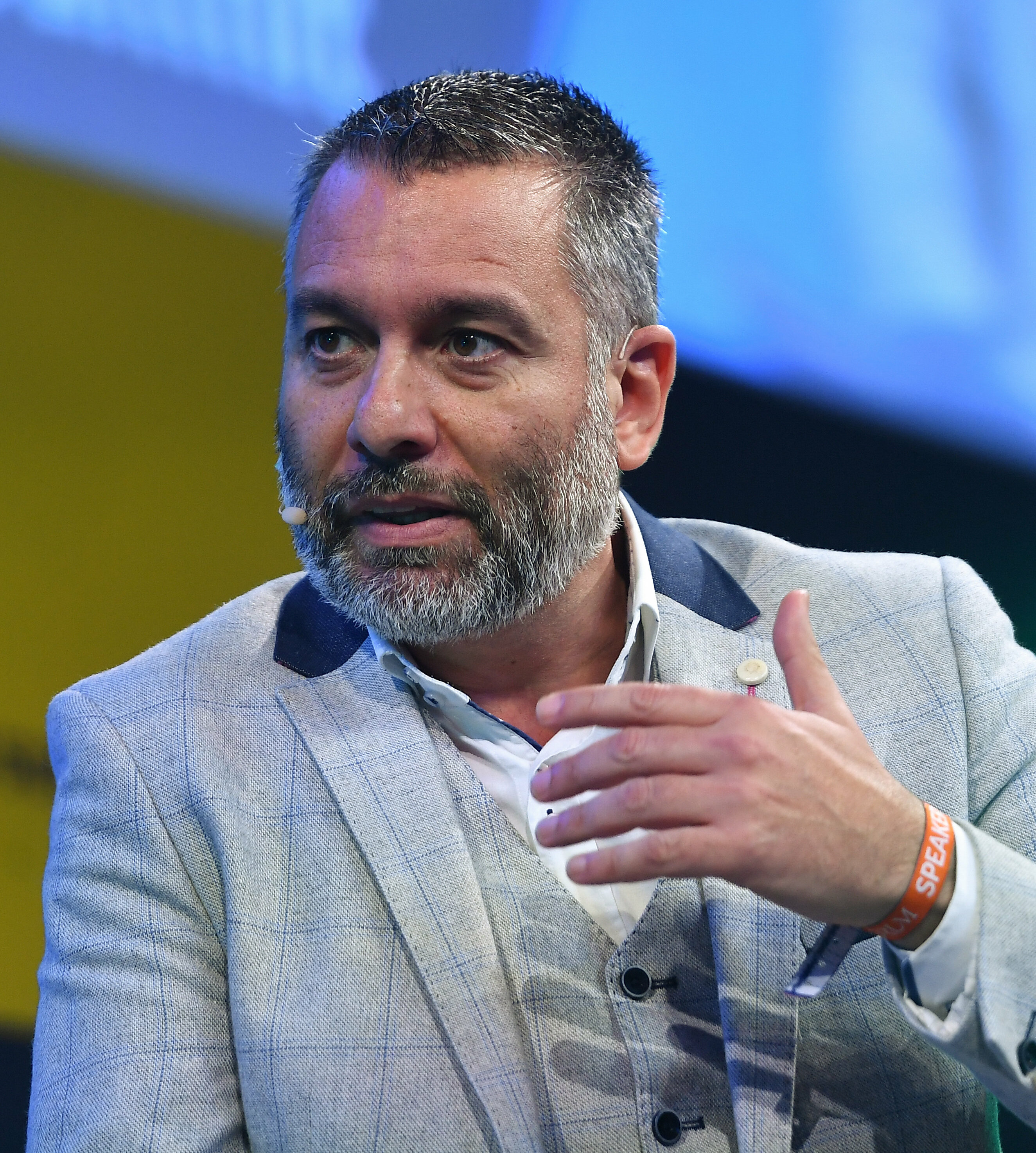
Guillem Balagué, 2019

Guillem Balagué (* in Barcelona) ist ein spanischer Sportjournalist.

## Werdegang
Zwischen 2003 und 2006 war Balagué für die Spielberichte auf der Website lachiesa.co.uk verantwortlich. In der Saison 2007/08 berichtete er gemeinsam mit Gabriele Marcotti in dem Podcast TheGame der Tageszeitung The Times von den Spielen der Premier League. Im November 2008 startete er in Zusammenarbeit mit GNB Radio 2 UAE einen Podcast über die spanische Primera División. Für Sky Sports tritt er regelmäßig als Fußballexperte in der Sendung Revista de la Liga auf.
Als Autor legte er die erste Biografie über den Trainer Pep Guardiola vor. Mit ihr erreichte er im Mai 2013 die Spiegel-Bestsellerliste.

## Publikationen
- A Season on the Brink: Rafael Benitez, Liverpool and the Path to European Glory: A Portrait of Rafa Benitez's Liverpool, Orion, 2006
- Guillem Balague's Euro 2012 Diary [Kindle Edition], Amazon Media, 2012
- Pep Guardiola: Another Way of Winning: The Biography, Orion 2012
in deutscher Übersetzung: Pep Guardiola. Die Biografie, C. Bertelsmann Verlag, 2013, ISBN 978-3-570-10173-5
- Maradona. The boy - the rebel - the God. 2021.